# Миколай (Чарнецький)
Блаженний Микола́й Чарне́цький, ЧНІ (14 грудня 1884, Семаківці, нині Городенківського району на Івано-Франківщині — 2 квітня 1959, Львів) — церковний діяч Української греко-католицької церкви, редемпторист, єпископ, професор Духовної семінарії у Станиславові, настоятель монастирів у Костополі й Ковелі на Волині, Апостольський візитатор для слов'ян візантійського обряду поза руськими єпархіями, в Польщі, хіротонізований (на єпископа) з осідком у Варшаві, згодом у Ковелі. Проголошений мучеником і блаженним УГКЦ.

## Біографія
Микола Чарнецький народився 14 грудня 1884 р. у с. Семаківцях на Станіславівщині у бідній родині Олекси та Параскевії Чарнецьких. Після закінчення колегії св. Йосафата в Римі 2 жовтня 1909 р. був висвячений на священника. Захистив докторат із догматики в Римі й був духівником і професором духовної семінарії в Станіславові. У 1919 р. вступив у новіціат оо. Редемптористів у Збоїськах біля Львова. У 1926 р. Папа Пій XI призначив його Апостольським візитатором для українців Волині й Полісся. Архієрейські свячення відбулися 2 лютого 1931 р. у Римі. У період першої більшовицької окупації митрополит Андрей Шептицький призначив єпископа Чарнецького Апостольським Екзархом Волині та Підляшшя. 11 квітня 1945 р. був заарештований НКВС і засуджений до 6 років каторги в Сибіру. Помер 2 квітня 1959 р. у Львові, похований на Кульпарківському цвинтарі (вул. В. Симоненка-Володимира Великого, м. Львів). У 1960-х рр., під час ліквідації цвинтаря, перепохований на Личаківському цвинтарі. 4 липня 2002 року мощі Блаженного перенесли в храм свщм. Йосафата у Львові.

## Вшанування пам'яті

### Беатифікаційний процес
Зважаючи на свідоцтво праведного життя блаженної пам'яті Кир Миколая Чарнецького, зокрема, його витривалість, мужність та вірність Христовій Церкві, виявлені в часи переслідувань, в 1960 році розпочато беатифікаційний процес. 2 березня 2001 року процес завершився на єпархіальному рівні й справу передано до Апостольської Столиці. 6 квітня 2001 р. богословська комісія ствердила достовірність мучеництва Кир Миколая Чарнецького, 23 квітня факт мучеництва підтвердили збори кардиналів, а 24 квітня 2001 року Святійший Отець Іван Павло II підписав декрет про беатифікацію Єпископа Миколая Чарнецького як блаженного мученика за Христову Віру. Під час Святої Архієрейської Літургії 27 червня 2001 року Божого у Львові Святійший Отець Іван Павло II проголосив Миколая Чарнецького блаженним.
24 квітня 2001 року у присутності Його Святості Папи Івана Павла II у Ватикані відбулося проголошення декрету мучеництва єпископа Миколая Чарнецького. Обряд беатифікації відбувся 27 червня 2001 р. у м. Львові під час Святої Літургії у візантійському обряді за участі папи Івана Павла II.

### Свідоцтва
Всі, хто знав Кир Миколая, одностайно свідчать, що ціле своє життя він виявляв глибоку покору й святість, тож не дивно, що відразу після його смерті багато людей звертаються до Кир Миколая у своїх молитвах та отримують поміч за його заступництвом. Це незабутнє пережиття святості та могутнього заступництва перед Богом відчуваємо під час молитовної зустрічі з владикою біля його могили на Личаківському цвинтарі. Люди постійно приходять на цвинтар, де поховано Кир Миколая і завдяки його заступництву випрошують у Бога різні ласки. Так, одна жінка, якій вже мали ампутувати хвору руку, набрала землі з могили Кир Миколая, приклала до руки й одужала. Саме відтоді люди стали часто брати цілющу землю з могили владики.

### Церква Блаженного Миколая Чернецького
Також 4 липня 2004 року Єпископ-Коад'ютор Коломийсько-Чернівецької єпархії УГКЦ Преосвященний Володимир Війтишин відправив першу Архиєрейську Службу Божу і освятив наріжний камінь під будову храму Блаженного Миколая Чарнецького в його рідному селі Семаківцях. Станом на 30 липня 2012 р., в селі вже збудували невеличку церковцю, в якій і на даний час ще ведуться художні роботи, але кожного дня відправляються Служби Божі. На майбутнє біля цієї церковці височітиме величний храм, до якого приходитимуть віряни та паломники з цілого світу. Й сьогодні багато людей приходять та приїздять до с. Семаківці, щоб помолитися в церкві Блаженного Миколая Чарнецького, попросити про зцілення душі і тіла, ступити ногою на землю, де народився Святий. Багато свідчень є про зцілення за допомогою Блаженного Миколая Чарнецького. Історію зведення церкви та свідчення про зцілення ретельно записує декан Чернелицький отець Василь Скрипка, який є парохом в церкві Блаженного Миколая Чарнецького.

## Вшанування пам'яті
У місті Львів є Церква Блаженного Миколая Чарнецького УГКЦ. 
У селі Підгірці Львівської області є Церква Блаженного Миколая Чарнецького УГКЦ.
24 липня 2025 року рішенням Львівської міської ради вулицю Проектовану 1 перейменували на вулицю Блаженного Миколая Чарнецького.

## Галерея

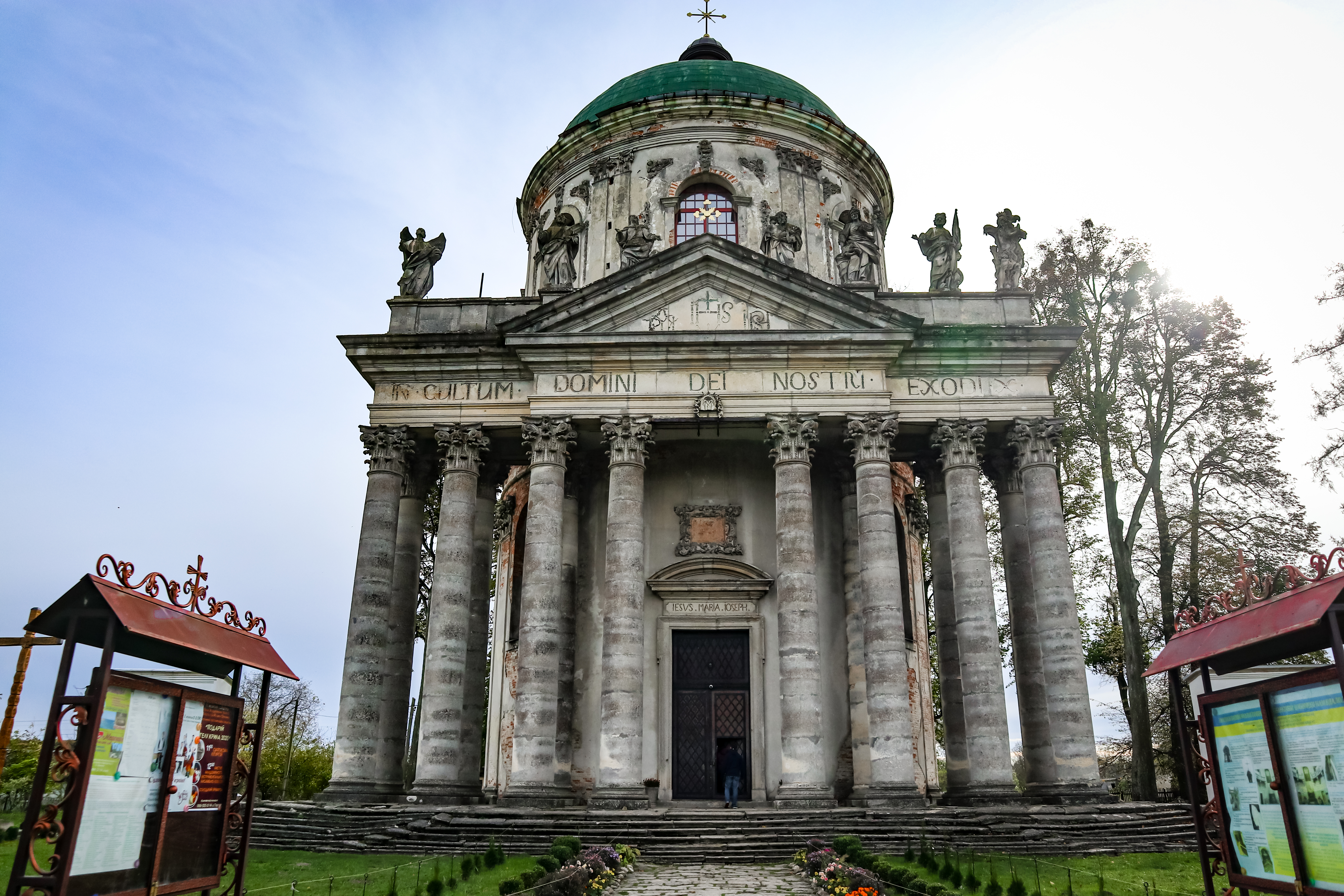
Церква Блаженного Миколая Чарнецького та новомучеників УГКЦ
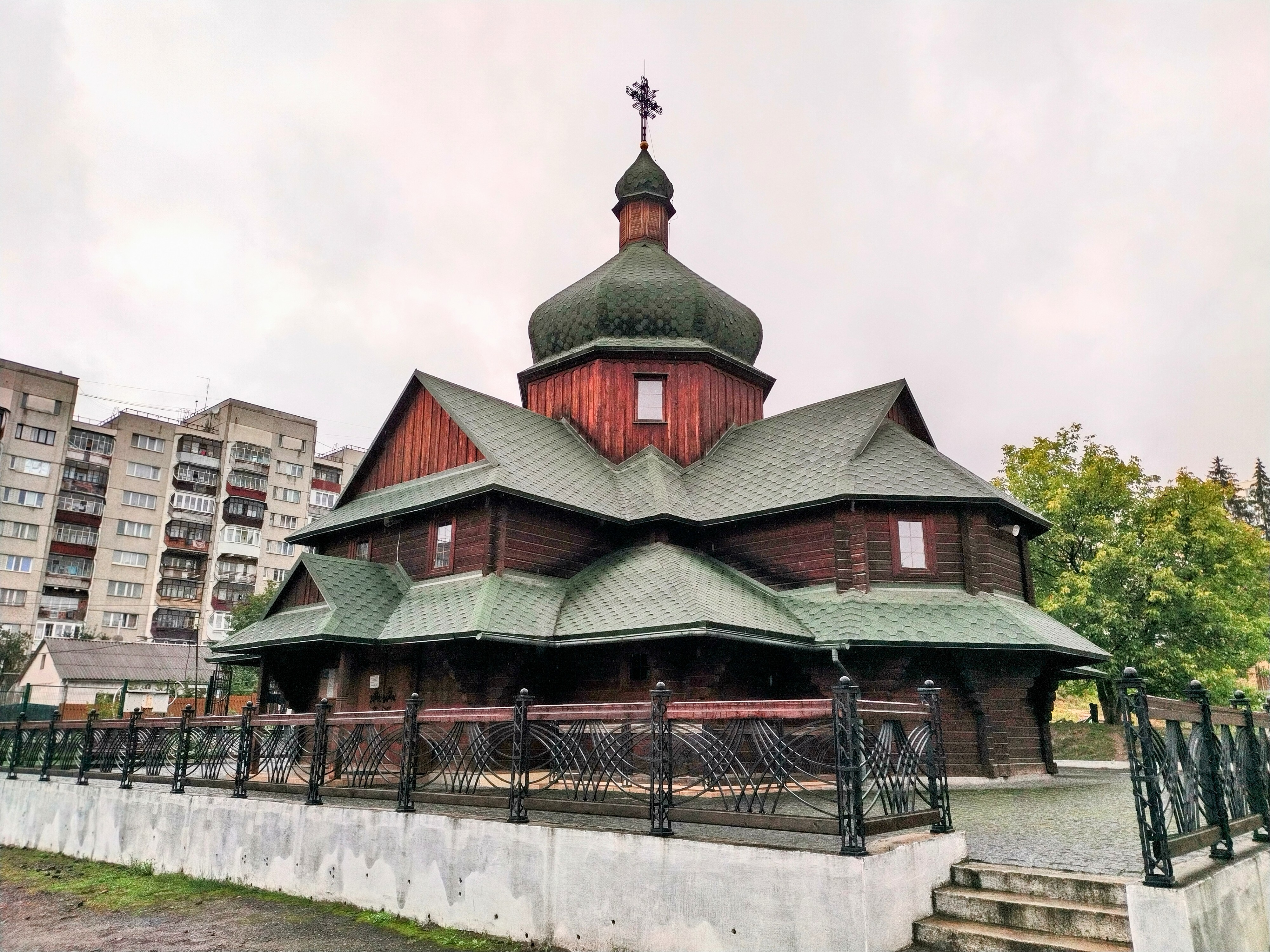
Церква Блаженного Миколая Чарнецького